# Louis Jourdan
Louis Jourdan, nascut Louis Robert Gendre (Marsella, 19 de juny de 1921 - Beverly Hills, 14 de febrer de 2015), va ser un actor francès.

## Biografia
Era fill de Henry Gendre i d'Yvonne Jourdan, propietaris d'un hotel, i germà de Pierre Jourdan. Des dels 17 anys, vol fer-se actor, quan el seu pare, director, a l'època, del Gran Hotel a Canes, el presenta als seus hostes Raimu i Charles Blavette al marge del rodatge de La Femme du Boulanger (1938).
Va ser estat educat a França, Turquia i Anglaterra, i ha exercit com a actor a l'escola dramàtica, estrenant-se a la pantalla el 1939.
Després de l'ocupació alemanya de França durant la Segona Guerra Mundial, ha continuat fent pel·lícules, però no després d'haver-se negat a participar en les produccions cinematogràfiques de propaganda nazi. Es va unir a la Resistència francesa; el seu pare va ser detingut per la Gestapo. Després de l'alliberament, Louis Jourdan es va casar amb Berthe Frédérique, amb qui va tenir un fill.
Va fer una carrera internacional important, sobretot a Hollywood, amb el seu encant francès a la manera d'un Charles Boyer (mal anomenat «The French Lover»). El 1954, fa teatre amb James Dean i roda regularment per a la pantalla gran. Però, a més, fet notable, com els actors americans dels 1950-1960 ho podien fer, va tocar diverses disciplines i cantava en anglès i sense doblatge a les comèdies musicals en les quals va participar, com a Gigi (1966).
Als anys 1980, torna amb el gran públic interpretant el paper del dolent a la pel·lícula de la sèrie de James Bond Octopussy (1983); després va interpretar el paper de Pierre de Coubertin a la televisió americana a la telesèrie The First Olympics: Athens 1896 (1984).
Louis Jourdan té l'honor de tenir dues estrelles amb el seu nom (música i televisió) al Passeig de la Fama de Hollywood.
El 22 de juliol de 2010, Louis Jourdan va rebre de mans de Pierre Vimont la Legió d'Honor amb grau d'Oficial. La cerimònia es va desenvolupar el 22 juliol de 2010 a Los Angeles en companyia de senyora Jourdan, de Kirk Douglas i de Sidney Poitier, grans amics de Louis Jourdan.

## Filmografia

### Cinema
- 1939: Le Corsaire, film inacabat de Marc Allégret
- 1940: Untel père i fils, de Julien Duvivier: Christian Froment
- 1940: Ecco la felicità, de Marcel L'Herbier: Fédor
- 1941: Premier Rendez-vous, de Henri Decoin: Pierre
- 1941: Parade en sept nuits, de Marc Allégret: Freddy, El clown
- 1942: L'Arlésienne, de Marc Allégret: Frédéri
- 1942: La Belle Aventure, de Marc Allégret: André d'Éguzon
- 1944: Les Petites du quai aux fleurs, de Marc Allégret: Francis
- 1945: Félicie Nanteuil, de Marc Allégret: Robert de Ligny
- 1945: La Vie de bohème, de Marcel L'Herbier: Rodolphe
- 1947: The Paradine Case, d'Alfred Hitchcock: André Latour
- 1948: Carta d'una desconeguda, (Letter from an Unknown Woman), de Max Ophüls: Stefan Brand
- 1948: No Minor Vices, de Lewis Milestone: Octavio Quaglini
- 1949: Madame Bovary, de Vincente Minnelli: Rodolphe Boulanger
- 1951: Bird of Paradise, de Delmer Daves: Andre Laurence
- 1951: La dona pirata (Anne of the Indies), de Jacques Tourneur: el capità Pierre François LaRochelle
- 1952: The Happy Time, de Richard Fleischer: l'oncle Desmond Bonnard
- 1953: Rue de l'Estrapade, de Jacques Becker: Henri Laurent
- 1953: Decameron Nights, d'Hugo Fregonese: Giovanni Boccaccio / Paganino / Guilio / Don Bertando
- 1954: Three Coins in the Fountain, de Jean Negulesco: el príncep Dino di Cessi
- 1956: La mariée est trop belle, de Pierre Gaspard-Huit: Michel Bellanger
- 1956: El cigne (The Swan), de Charles Vidor: El Doctor Nicholas Agi
- 1956: Julie d'Andrew L. Stone: Lyle Benton
- 1957: Escapade, de Ralph Habib: Un home sense estrellaFrank
- 1958: L'ombra de la guillotina (Dangerous Exile), de Brian Desmond Hurst: El duc Philippe de Beauvais
- 1958: Gigí, de Vincente Minnelli: Gaston Lachaille
- 1959: The Best of Everything, de Jean Negulesco: David Wilder Savage
- 1960: Can-Can, de Walter Lang: Philipe Forrestier
- 1961: Le vergini di Roma, de Carlo Ludovico Bragaglia i Vittorio Cottafavi: Drusco
- 1961: Le Comte de Monte-Cristo, de Claude Autant-Lara: Edmond Dantès / Comte de Monte-Cristo
- 1962: Il disordine, de Franco Brusati: Tom
- 1962: Leviathan, de Léonard Keigel: Paul
- 1963: El comte Sandorf (Mathias Sandorf), de Georges Lampin: El comte Mathias Sandorf
- 1963: Irma la Douce, de Billy Wilder: El narrador (veu off VO)
- 1963: The V.I.P.s, d'Anthony Asquith: Marc Champselle
- 1966: Made in Paris, de Boris Sagal: Marc Fontaine
- 1966: Les Sultans, de Jean Delannoy: Laurent Messager
- 1967: Peau d'espion, d'Édouard Molinaro: Charles Beaulieu
- 1967: Cervantes, de Vincent Sherman: El cardenal Acquaviva
- 1968: A Flea in Her Ear, de Jacques Charon: Henri Tournel
- 1975: Piange... il telefono, de Lucio De Caro
- 1977: Plus ça va, moins ça va, de Michel Vianey: Paul Tango
- 1978: Silver Bears, d'Ivan Passer: el príncep de Siracusa
- 1982: Gamble on Love, de Jim Balden
- 1982: Bayou Romance, d'Alan Myerson: No surt als crèdits
- 1982: Escape to Love, de Herb Stein
- 1982: El monstre del pantà, de Wes Craven: El Doctor Anton Arcane
- 1983: Octopussy, de John Glen: Kamal Khan
- 1983: Double Deal, de Brian Kavanagh: Peter Sterling
- 1987: Grand Larceny, de Jeannot Szwarc: Charles Grand
- 1988: Esquadró (Escuadrón), de José Antonio de la Loma: Kassar
- 1989: El retorn del monstre del pantà, de Jim Wynorski: El Doctor Anton Arcane
- 1992: L'any del cometa (Year of the Comet), de Peter Yates: Philippe

### Televisió

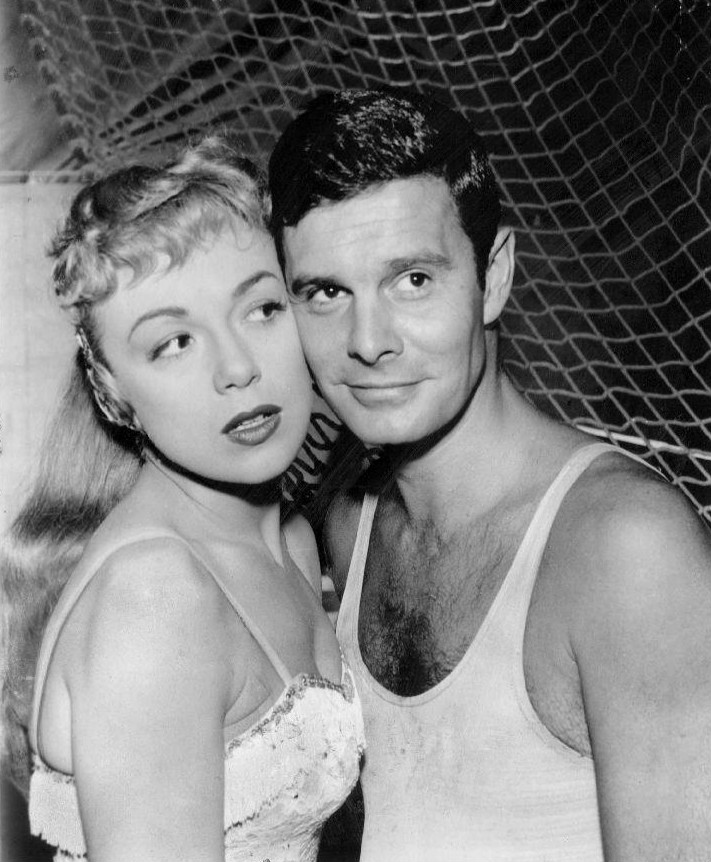
El 1959, amb l'actriu Edie Adams a l'episodi The Falling Angel de la sèrie General Electric Theater

- 1953: A String of Blue Beads, telefilm d'Alan Dinehart: Peter
- 1953-1955: Paris Precinct, sèrie: l'inspector Beaumont
- 1954: The Elgin Hour, sèrie: Ben Cory
- 1955: Studio One, sèrie: Marc
- 1955: Climax!, sèrie: Pierre Mendès France
- 1956: Playhouse 90, sèrie: un príncep europeu
- 1956-1957: The Ford Television Theatre, sèrie: Charles/el comte Lupo-Pietro
- 1959: General Electric Theater, sèrie, episodi The Falling Angel, de Herschel Daugherty: Angeli
- 1964: The Greatest Show on Earth, sèrie: Kurt Von Hecht
- 1964: Kraft Suspense Theatre, sèrie: el coronel Bertine
- 1967, 1968 i 1971: The F.B.I., sèrie: el coronel Lorenz Tabor / André Vesalian
- 1968: To Die in Paris, telefilm de Charles S. Dubin i Allen Reisner: el coronel Bertine Westrex
- 1968: The Name of the Game, sèrie: Mario Lompardi
- 1969: Fear No Evil, telefilm de Paul Wendkos: David Sorell
- 1969: Run a Crooked Mile, telefilm de Gene Levitt: Richard Stuart
- 1970: Ritual of Evil, telefilm de Robert Day: David Sorell
- 1973: The Great American Beauty Contest, telefilm de Robert Day: Ralph Dupree
- 1975: The Count of Monte-Cristo, telefilm de David Greene: De Villefort
- 1977: The Man in the Iron Mask, telefilm de Mike Newell: D'Artagnan
- 1977: Great Performances, sèrie: El comte Dràcula
- 1978: Columbo: Temporada 7, episodi 2: Murder Under Glass (sèrie): Paul Gerard
- 1979: The French Atlantic Affair, fulletó: el capità Charles Girodt
- 1980: Charlie's Angels, sèrie: El Doctor Redmont
- 1980-1981: Vegas, sèrie: Nicholas Rambeau
- 1982: For Love of Angela, telefilm de Rudy Veyar: l'invité
- 1984: The First Olympics: Athens 1896, telesèrie d'Alvin Rakoff: El baró Pierre de Coubertin
- 1984: Cover Up, sèrie: George LeMare
- 1984: Hotel, sèrie d'Aaron Spelling: Adam Vidocq
- 1986: Beverly Hills Madam, telefilm de Harvey Hart: Douglas Corbin

## Premis i nominacions
Nominacions
- 1959: Globus d'Or al millor actor musical o còmic per Gigi